# Чапљица
Чапљица или буковчић (лат. Ixobrychus minutus) је барска птица из породице чапљи. Гнезди се широм Африке, централне и јужне Европе, западне и јужне Азије и на Мадагаскару. Живи уз рубове река, стајаћих вода, мочвара, бара са бујном воденом вегетацијом. Гнезди се у шашу и трсци уз воду у малим групама или појединачно. Женка снесе 2-9 јаја при чему оба родитеља леже на јајима, а млади се излегу након 16-21 дан. Најактивнија је током зоре и сумрака, али се храни и ноћу, а у неким подручјима и током дана. Често лове у паровима, стојећи у трсци тик једна до друге.

## Изглед
У поређењу са осталим врстама, ово је веома мала врста чапље, дужине свега 25-36cm, распона крила од 40-58cm и тежине од 59-150g. 
Мужјаци имају црна леђа и теме са зеленкастим одсјајем док су код женки леђа браонкасте боје. Врат, груди и крила су крем-црвени, кљун је јак, зашиљен, жућкаст. Ноге су зеленкасте с дугим прстима. Млади су смеђи с тамнијим пругама.

## Исхрана
Исхрана врсте зависи, пре свега, од подручја у којем се налази станиште и годишњег доба, али се суштински заснива на инсектима и одраслим ларвама цврчака, скакаваца, гусеница и разним тврдокрилцима. Такође, храни се и пауцима, раковима, рибама, жабама, пуноглавцима, мањим гмизавцима и птицама.

## Подврсте
Постоје три регистроване подврсте:
- – (1766): живи у Европи, Азији и северној Африци, презимљава у субсахарској Африци и јужној Азији,
- – (1858): живи у субсахарској Африци,
- – (1855): живи на Мадагаскару.

Аустралијска чапљица (лат. Ixobrychus dubius) и врста истребљене новозеландске чапљице (лат. Ixobrychus novaezelandiae) раније су се сматрале њеним подврстама.

## Галерија
- Женка чапљице
- Јаје чапљице, из колекције музеја у Висбадену
- Млади примерак